# Mombarcaro
Mombarcaro (piemontiul: Mombarché) település Olaszországban, Piemont régióban, Cuneo megyében. Lakosainak száma 261 fő (2023. január 1.). Mombarcaro Camerana, Gorzegno, Monesiglio, Murazzano, Niella Belbo, Paroldo, Sale San Giovanni, San Benedetto Belbo és Prunetto községekkel határos.

## Népesség
A település lakossága az elmúlt években az alábbi módon változott:
| Lakosok száma | 259  | 255  | 261  |
|               | 2017 | 2018 | 2023 |